# Ropa Maschinenbau

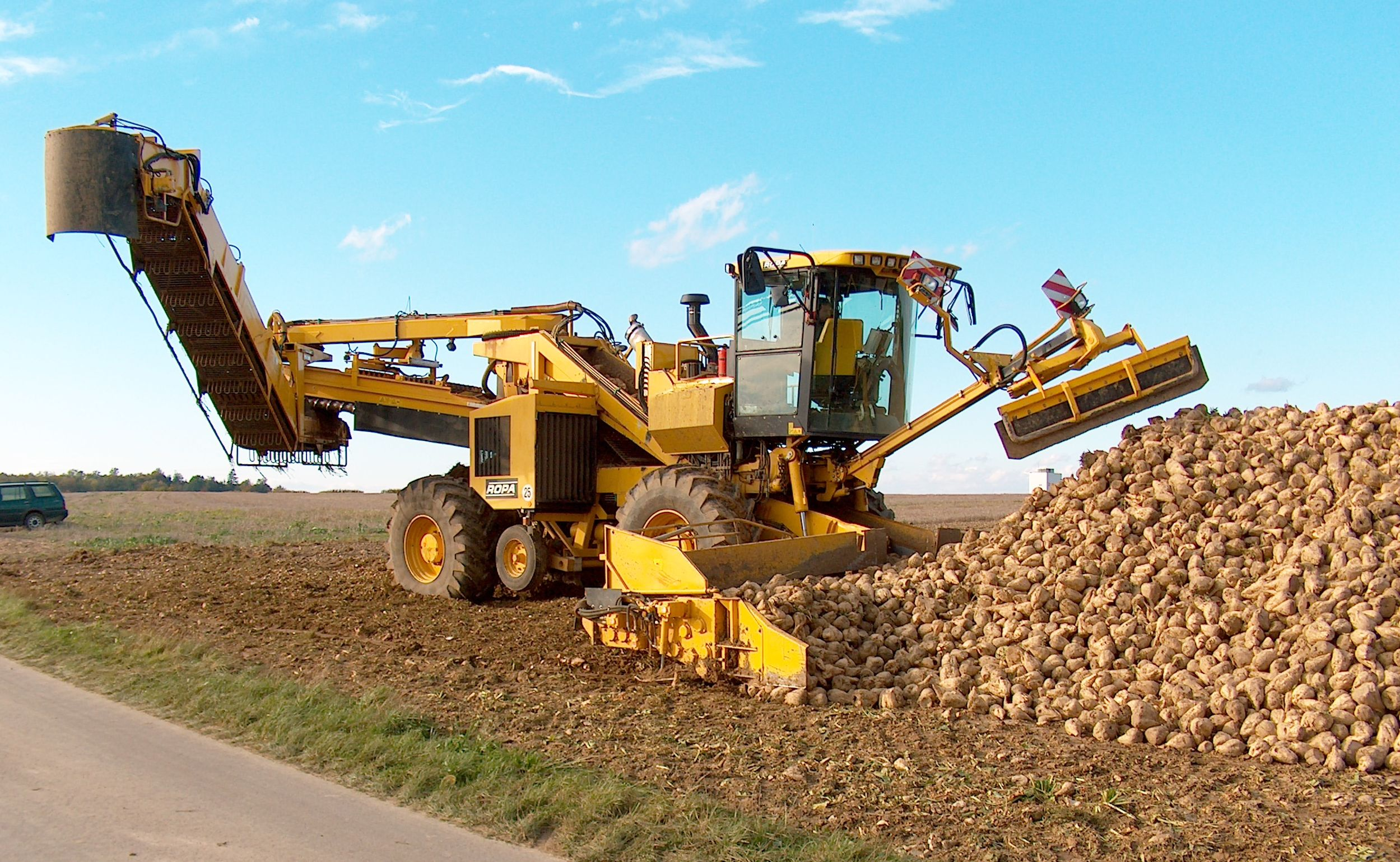
Ropa euroMaus

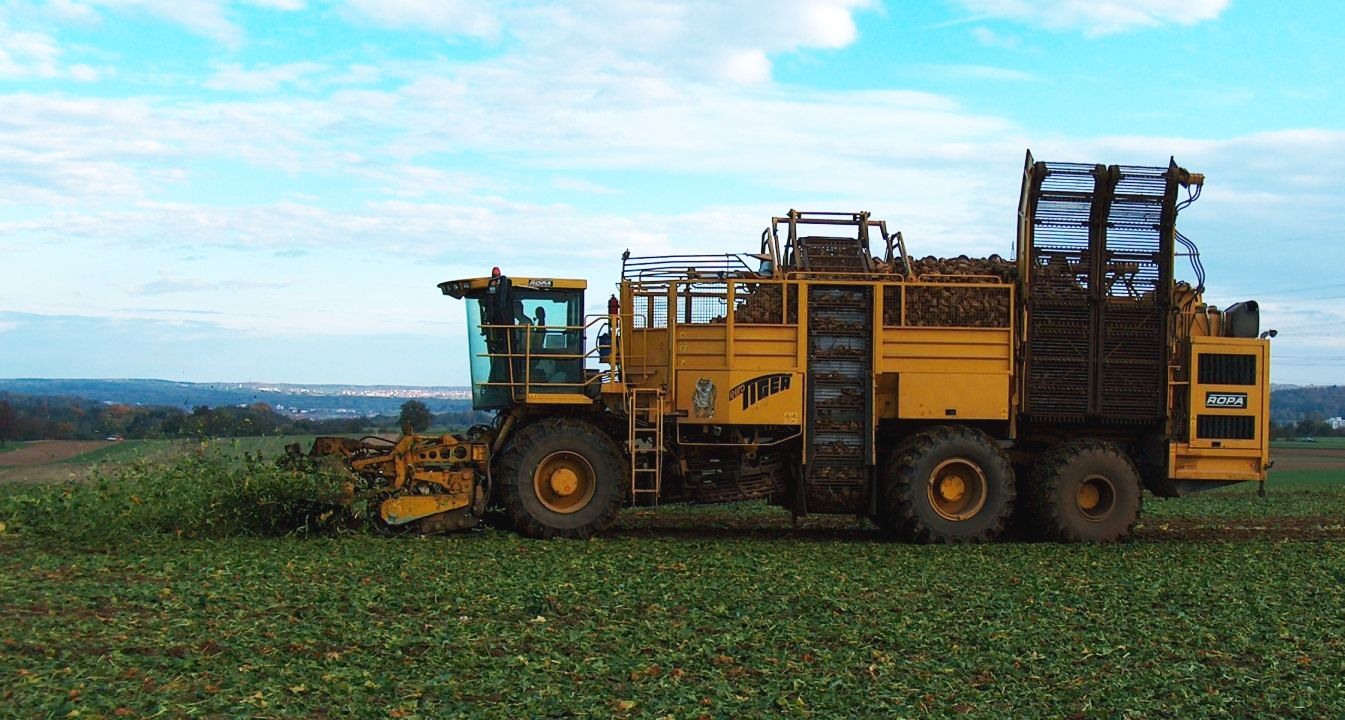
Ropa euroTiger

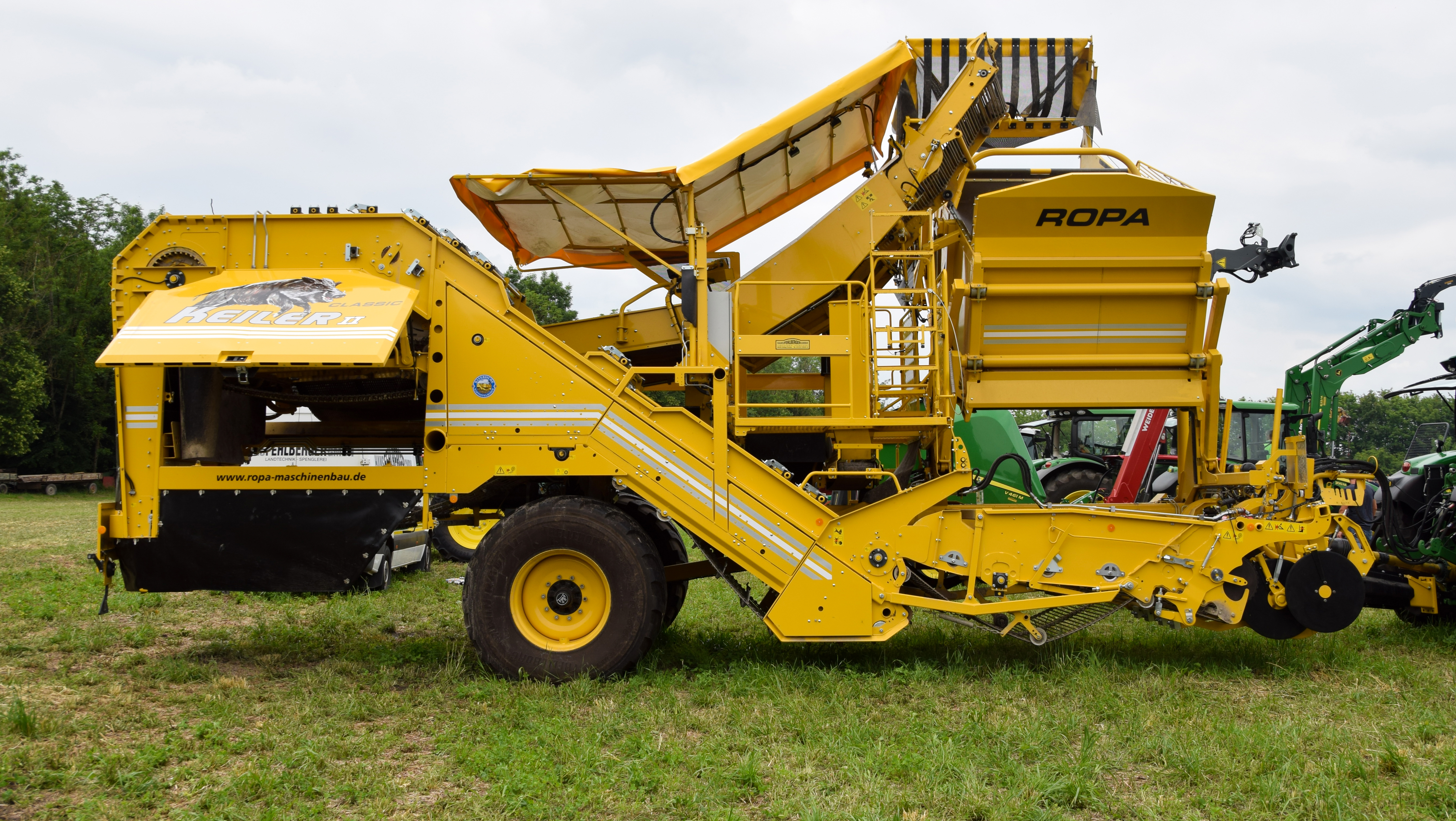
Ropa Keiler II

Ropa – niemiecki producent maszyn do zbioru buraków cukrowych z siedzibą w Sittelsdorf w gminie Herrngiersdorf. 
Przedsiębiorstwo zostało założone w 1986 roku przez Hermana Paintnera. Firma jest liderem w dziedzinie techniki zbioru buraka cukrowego. Oprócz Niemiec marka posiada także swoje biura we Francji, w Polsce, w Rosji oraz na Ukrainie.

## Produkty
- Kombajny do buraków cukrowych
  - euro-Tiger V8-4
  - euro-Tiger V8-4 XL
  - euro-Panther
  - euro-Panther 2
  - Tiger 5
  - Tiger 5 XL
  - Tiger 6
  - Tiger 6 XL
- Maszyny do czyszczenia i ładowania buraków cukrowych 
  - euro-Maus 3
  - euro-Maus 4
  - euro-BunkerMaus 3
  - NawaRo-Maus
  - Maus 5
- Ciągane kombajny do ziemniaków
  - Keiler I
  - Keiler II